# U-Bahnhof Parque

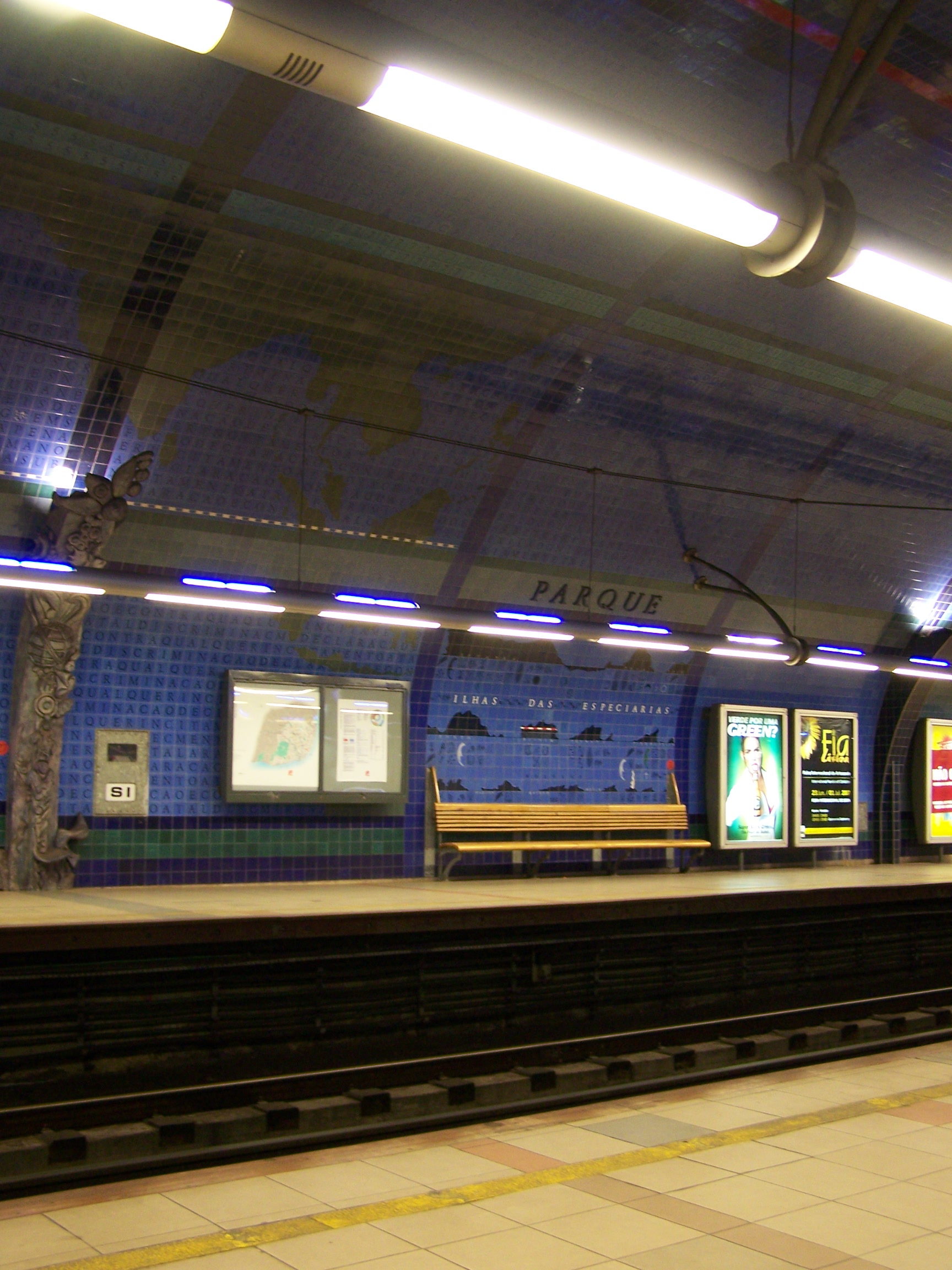
Seit 1994 ist der Bahnhof Parque mit kobaltblauen Azulejos ausgestaltet

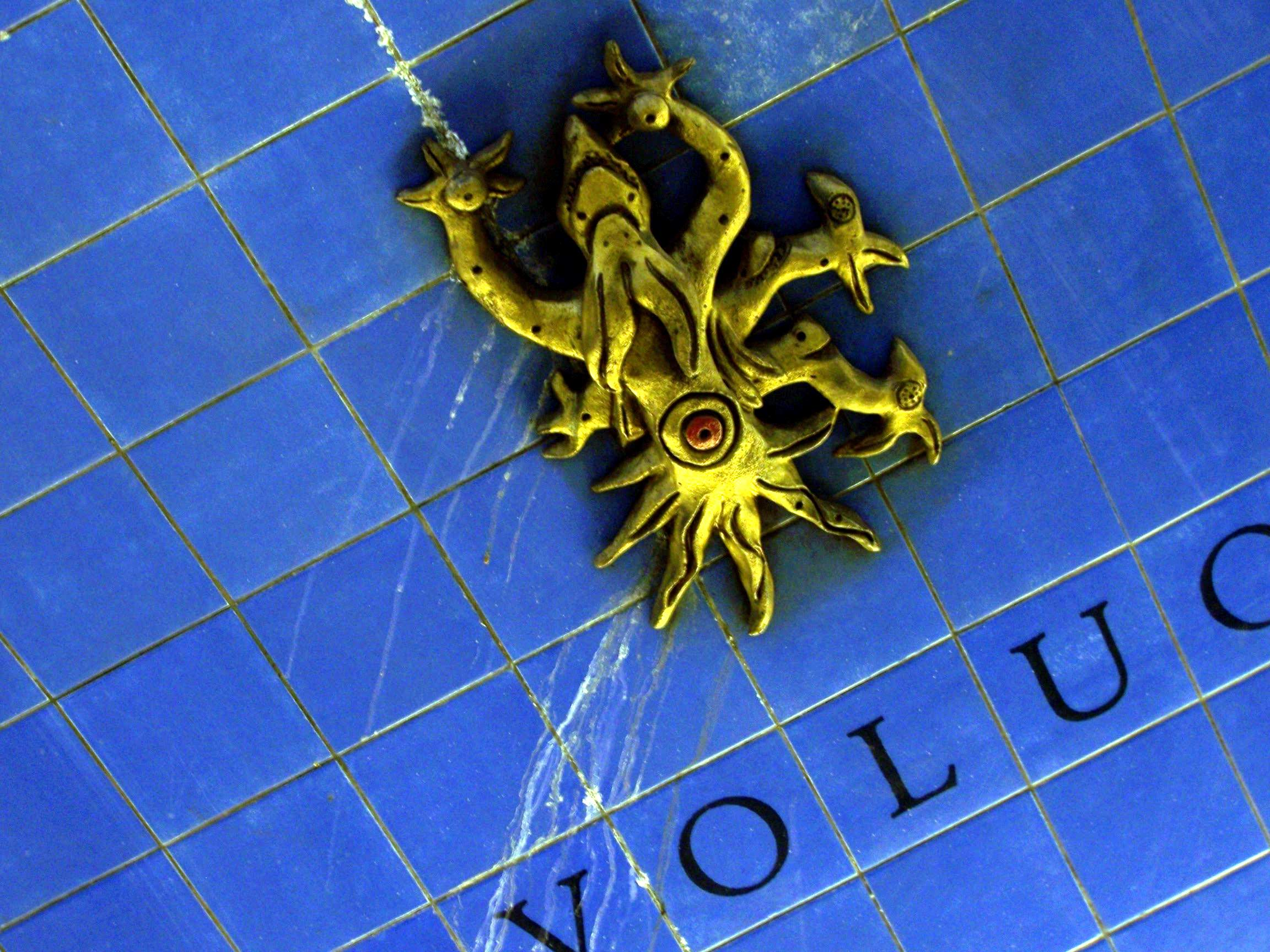
Unbekanntes Wesen aus den Sagen zu den Eroberungen der portugiesischen Konquistadoren

Parque ist ein U-Bahnhof der Linha Azul der Metro Lissabon, dem U-Bahn-Netz der portugiesischen Hauptstadt. Er befindet sich unter dem namensgebenden Parque Eduardo VII unter der Avenida Sidónio Pais in der Stadtgemeinde Avenidas Novas, die Nachbarstationen sind Marquês de Pombal und São Sebastião. Der Bahnhof ging am 29. Dezember 1959 als einer der elf Bahnhöfe des Lissabonner Ursprungnetzes in Betrieb.

## Geschichte und Architektur
Der Bahnhof, der feierlich am 29. Dezember 1959 – im Zusammenhang mit der kompletten Inbetriebnahme des Lissabonner U-Bahn-Netzes zwischen Restauradores, Sete Rios und Entre Campos – für den öffentlichen Verkehr freigegeben wurde, hatte die übliche architektonische Ausgestaltung wie die Nachbarbahnhöfe. Der Ingenieur Francisco Keil do Amaral sowie die Künstlerin Maria Keil gestalteten die zwei für Lissabon typischen, 40 Meter langen Seitenbahnsteige mit einer gemeinsamen Zugangshalle im Norden. Die Stationswände schmückten portugiesische Azulejos, deren Farben weiß, grün, braun und schwarz jeweils Dreiecke bildeten.
Aufgrund der wachsenden Fahrgastströme ab 1966 entschied die Betreibergesellschaft Metropolitano de Lisboa, EP 1972 alle Bahnsteige, deren Länge, je nach Bedeutung und Eröffnungsdatum, zwischen 40 und 70 Meter variierte, auf 105 Meter zu verlängern. Die Bahnsteige des Bahnhof Parque wurden in diesem Zusammenhang 1975 um 65 Meter nach Süden verlängert.
Im Rahmen des sogenannten Plano de Expansão da Rede 1999 (Plan zur Erweiterung des Netzes bis 1999) nahm die architektonische Aufwertung der Bahnhöfe einen großen Raum ein. Daher entschied die Metropolitano de Lisboa 1994 den bereits in der Ausgestaltung von Untergrundbahnhöfen erfahrenen Künstlerinnen Françoise Schein und Federica Matta sowie dem Architekten Carlos Sanchez Jorge den Zuschlag für die Umgestaltung des Bahnhofs Parque zu geben. Diese entschieden sich gleich für zwei dominierende Hauptthemen für den Bahnhof, einerseits die bis heute in der portugiesischen Geschichte glorifizierten Entdeckungsreisen Portugals als auch die Menschenrechte. Während für die Entdeckungsreisen zahlreiche Azulejo-Wandbilder (Karten, Schiffe etc.) stehen, werden die Menschenrechte durch Schlüsselbegriffe aus der Allgemeinen Erklärung der Menschenrechte in Erinnerung gerufen. Sie sind in schwarzen Majuskeln auf blaue, quadratische Fliesen geschrieben. Dadurch reiht sich dieser Bahnhof in die Reihe anderer Menschenrechtsbahnhöfe wie in Brüssel, Berlin und Paris ein. Neben diesen Wandbildern spielen auch die teilweise versteckten Holzelemente im Bahnhof eine große Rolle. Sie stellen die neuentdeckten, unbekannten Wesen auf den Reisen der portugiesischen Konquistadoren dar.
Neben dem Werk Mattas, Scheins und Jorges entwarf 1995 der Bildhauer João Cutileiro in Bezug auf die an den Wänden zu lesenden Menschenrechte ein Denkmal für Aristides de Sousa Mendes, der im Zweiten Weltkrieg als portugiesischer Generalkonsul in Bordeaux durch die von ihm ausgestellten Visa schätzungsweise 30.000 Menschen verschiedener Nationalität, darunter 10.000 Juden, das Leben rettete. Dieses befindet sich in der Zugangshalle des Bahnhofes.
Zukünftig ist eine Ausstattung mit Aufzügen vorgesehen. Da bei der Metro Lissabon derzeit jedoch die Erweiterung der bestehenden Linien im Vordergrund steht, ist der nachträgliche Einbau derzeit kurz- bis mittelfristig nicht absehbar.

## Verlauf
| Linie | Verlauf |
| ----- | --- |
|       | Reboleira – Amadora Este – Alfornelos – Pontinha – Carnide – Colégio Militar/Luz – Alto dos Moinhos – Laranjeiras – Jardim Zoológico – Praça de Espanha – São Sebastião – Parque – Marquês de Pombal – Avenida – Restauradores – Baixa-Chiado – Terreiro do Paço – Santa Apolónia |